# 比布利斯
比布利斯是德国黑森州南部贝格施特拉瑟县的一个市镇。总面积40.44平方公里，总人口9170人（2022年12月31日），人口密度216人/平方公里。比布利斯核电站位于这里。

## 地理

### 地理位置
比布利斯位于歐登瓦德山以西、达姆施塔特以南和曼海姆以北的上莱茵河低地上，它南边的比尔施塔特是最近的城市。韋施尼茨河的下游流过比布利斯北边，在比布利斯西北侧数千米处注入莱茵河。

### 周边市镇
向北比布利斯与大罗尔海姆、盖恩斯海姆，向东与艾恩豪森，向南与比尔施塔特和兰佩特海姆，向西与莱茵兰-普法尔茨州沃尔姆斯相邻。

### 行政区划
比布利斯分三个区。

## 历史

### 19世纪前

#### 早期
最早已知在比布利斯地区定居的是凯尔特人。约公元40年罗马人开始占据莱茵河右岸地区。约公元260年阿勒曼尼人突破罗马上日耳曼-雷蒂亞界牆，巴罗马人逼回莱茵河左岸，然后在此定居。在比布利斯火车站考古发掘出一座罗马住房的遗迹，在韋施尼茨河注入莱茵河处有一座罗马时期的自然港被发现。后来的施泰因堡建在同处。公元500年后法蘭克人把阿勒曼尼人驱逐出比布利斯所在的地区，在比布利斯发现的法兰克人墓地对此做出证明。
公元764年洛爾施隱修院设立，它对当地此后数世纪的发展起了重要作用。773年1月20日查理曼把黑彭海姆市以及它所辖的法兰克王国行政区黑彭海姆地区赠送给洛爾施隱修院，并把该修道院提升为帝国修道院。从这里开始对当地殖民和垦荒。洛爾施隱修院还获得了许多其它捐赠，因此从9世纪到12世纪它是德国最大和最富有的本笃会修道院之一。
836年编辑的洛爾施隱修院的财产目录《洛歇尔抄本》里首次提到比布利斯这个地方。1232年神圣罗马帝国皇帝腓特烈二世把洛爾施隱修院纳入天主教美因茨教区管辖范围，并让其主教负责改革该修道院。本笃会修士不肯施行改革的命令因此被迫离开修道院。埃伯巴赫修道院的熙笃会教士取代他们，1248年普雷蒙特利会的教士入驻洛爾施隱修院。从这个时候开始洛爾施隱修院被降级为一个修道院分院。帝国修道院的地位给予洛爾施隱修院在它的领地内命名管理人员和法官的权利。1165年洛爾施隱修院任命普法尔茨的伯爵为它的领地总管。修道院轨美因茨管理后美因茨教区与任总管职的普法尔茨之间因此发生严重矛盾。一直到14世纪初双方才签署一份合同平息了这个争议。洛爾施隱修院的财产被分给美因茨选侯国和普法尔茨选侯国，普法尔茨的总管职被证实。
1267年在黑彭海姆山上的施达尔肯堡里入驻了一名子爵，他成为施达尔肯堡地区的总督，比布利斯所在的地方也属于他的管辖区。黑彭海姆是当地法院的所在地，伯爵也同时是最高法官。1322年在文献中首次提到一名黑彭海姆管家。他的办公室位于黑彭海姆办公楼，他是继伯爵之后当地最高的财政和司法官员。刑法案例由黑彭海姆的官方机构判决，可以证实的是至少到1592年为止民法案例由地方官员和民间法官判决。
一些14世纪当地的地主和骑士的名字流传下来，当时比布利斯有一座城堡，但是今天它的遗迹已经被抹灭。1313年美因茨大主教把比布利斯封给一名斯拉伯胡斯·冯·吕德斯海姆的贵族。1370年他的后代康拉德·冯·吕德斯海姆在美因茨大主教的同意下把比布利斯典当给沃尔姆斯的财政官。约1400年美因茨大主教把比布利斯封给另一个当地的贵族。1418年这个贵族家族把比布利斯典当给另一个家族，但是同年又把它赎回。

#### 典当给普法尔茨和宗教改革
15世纪里洛爾施隱修院的地位进一步下降。1436年美因茨大主教把修道院所辖的教区及其中所有财产交给美因茨市内的一座修道院。美因茨就大主教选举之事导致的争战，这次争战对对美因茨不利。1461年11月19日普法尔茨选侯腓特烈一世与迪特·冯·伊森堡结盟，支持后者当选美因茨选侯的位置，条件是迪特获胜后他把施达尔肯堡地区典当给普法尔茨。美因茨可以花10万鎊把施达尔肯堡地区重新赎回。此后160里这个地区属于普法尔茨。
宗教改革开始时普法尔茨的选侯就倾向路德派的信仰，但是一直到1556年到1559年奥托·海因里希任选侯时普法尔茨才正式追崇路德派。他的继承人多次在路德派、歸正宗和加爾文主義之间更换，他们统治地区的居民也被迫随之更换。1564年普法尔茨在宗教改革的过程中解散洛爾施隱修院。原来修道院的收入如什一奉獻、租金、税收由洛爾施总收金处掌管和征收。比布利斯在这段时间里也动荡不定。1555年开始一名路德派的牧师在比布利斯布道。1562年起他必须尊崇新的改革教会规章，1563年海德堡规章被引入。从1571年到1577年比布利斯的牧师是归正宗的，从1577年到1584年又改回为路德派的，1583年腓特烈四世成为选侯后又改成归正宗。
普法尔茨统治期间的文献还纪录了以下时间：
- 1535年普法尔茨选侯路德維希五世下令挖护城河。
- 1590年比布利斯设立了一座烤面包坊和一座学校，并支付其支出。
- 1606年比布利斯名称今天的写法首次在一份文献里出现。同年美因茨市内的修道院把它在比布利斯的财产卖给普法尔茨。
- 1608年村里建造了一座大些的教堂。
- 1610年当地爆发痢疾，25人死亡。

1566年在施达尔肯堡的财产列单里注明比布利斯有119个灶，美因茨的修道院获得部分什一奉獻，剩下的部分由普法尔茨选侯国收纳。1570年修道院把剩余的部分也让给普法尔茨选侯弗里德里希三世。

#### 三十年战争
1618年三十年战争爆发。比布利斯多次被洗劫，而且村里的人又遭鼠疫大量死亡。1619年洛爾施隱修院被彻底关闭。1621年天主教派的西班牙军队就已经占领了施达尔肯堡并用它作为在当地作战的基地。比布利斯及其周边的地区被焚烧，被西班牙军占领的洛爾施隱修院也被焚毁。同年西班牙军在附近的比尔施塔特战胜普法尔茨军。1623年西班牙军占领比布利斯，比布利斯重新被美因茨统治。1623年10月26日的一份报道说比布利斯的81名居民向受约翰·塞尔克拉斯指挥的军队保护的美因茨大主教效忠。从这个时间开始当地开始重新天主教化。从1624年开始阿沙芬堡的耶稣会领导重新天主教化过程。1625年美因茨大主教下令加爾文主義信徒最迟在1626年复活节要么离开他的统治地区，要么版衣天主教。1626年在施达尔肯堡地区，包括比布利斯，反宗教改革完成。
对比布利斯来说这场战争还没有结束。1631年为新教参战的瑞典军来到当地，把加爾文主義带回。12月6日和7日在瑞典国王古斯塔夫二世·阿道夫的率领下瑞典军队跨越莱茵河，盖恩斯海姆市缴纳300帝国塔勒投降。西班牙军队在撤退时焚毁比布利斯的城堡。瑞士军开入时城堡已经成为废墟。1632年和1633年鼠疫在比布利斯爆发。1632年的纪录里有120人死亡。1634年比布利斯的教堂失火被焚毁。1634年9月6日新教军队在讷德林根战役中战败后1635年瑞典军队撤出当地，第二次重新天主教化开始。新教军队在讷德林根的失败导致法国站在削弱的瑞典一边加入三十年战争。法国参战后从1635年开始三十年战争进入其最血腥的阶段。
当地的年书记载：“饥荒和鼠疫统治当地，残杀当地居民。村落往往了无人烟。1642年我们获得报道说豪森被皇帝军四次洗劫，总损失达26古尔登。”同年年书记载道：“比布利斯、比尔施塔特和洛爾施的牧师住房被焚毁和荒废。”1644年盖恩斯海姆市被法军攻占，然后1645年被巴伐利亚军队攻占。1646年比布利斯无人居住。1647年蒂雷納子爵亨利·德·拉圖爾多韋涅率领法军攻占盖恩斯海姆，并下令摧毁所有防御建筑。

#### 还交给美因茨选侯国
1648年签署的威斯特伐利亚和约结束了三十年战争，在和约里规定被典当的施达尔肯堡地区被交还给美因茨选侯国，1650年美因茨和普法尔茨签署条约最终结束了双方的宗教和地域纷争，施达尔肯堡地区的重新天主教化彻底完成。到1803年美因茨选侯国被解散为止比布利斯成为它的一部分。在这段时间里比布利斯纪录下以下事件：
- 1653年一名天主机牧师被派到比布利斯。美因茨与普法尔茨之间的条约结束了双方在比布利斯附近关于牧场归属的纷争。
- 1658年到1660年建在比布利斯建造了一座新的牧师住房，被严重损坏的教堂被重建并获得了一座新的祭坛以及一口钟。
- 1666年比布利斯又爆发鼠疫，29人死亡。
- 18世纪初村民募捐给比布利斯的教堂买了两口新的钟和一台管风琴。1719年村里的居民数达到883人。
- 1720年美因茨大主教下令给比布利斯的所有财产做个目录，并标明村里居民的权利和义务。
- 1742年2月12日由于神圣罗马帝国皇帝查理七世在法兰克福加冕以及奧地利王位繼承戰爭法国和俄罗斯军队通过比布利斯。1744年匈牙利军队经过比布利斯。
- 从1761年到1762年比布利斯的教堂被翻新，并获得了一台新的管风琴。
- 1787年莱茵河冰冻导致一系列严重水灾。仅在比布利斯境内就有七处大坝崩溃。6月、7月和9月比布利斯又遭大水。
- 1800年比布利斯又爆发鼠疫，在数月内128死亡，其中112名儿童。

1782年美因茨大主教在施达尔肯堡地区进行行政区域改革，在洛尔施设立区。施达尔肯堡成为大区，下属洛尔施、菲爾特黑彭海姆和本斯海姆四个区。洛尔施区包括洛尔施、比布利斯、比尔施塔特、艾恩豪森和菲恩海姆。施达尔肯堡大区则归属于美因茨选侯国的下省。

### 从19世纪至今

#### 黑森
18世纪末和19世纪初欧洲发生巨大变化。1797年反法同盟战败后萊茵河左岸，包括美因茨选侯国在萊茵河左岸的部分被法国占领吞并。1803年2月在雷根斯堡帝國議會永久会期的最后一次会议上帝國代表重要決議中决定执行呂內維爾條約，重新整理神圣罗马帝国内部各国的边界。根据这个决议美因茨选侯国被解散，施达尔肯堡以及随之比布利斯成为黑森-达姆施塔特伯国的领地。洛尔施被保留，施达尔肯堡大区1805年被解除。过去属于被解散的沃尔姆斯主教国的莱茵河右岸地区也被合并入黑森-达姆施塔特。同年最后一任美因茨选侯卡爾·西奧多·安東·瑪麗亞·馮·達爾伯格移居到雷根斯堡。比布利斯属于达姆斯塔特地区，这个地区也被称为施达尔肯堡亲王国。
1803年12月9日黑森-达姆施塔特伯国下令改革法院体系。施达尔肯堡亲王国设立达姆斯塔特王室法院作为二级法院。地方政府以及地方贵族组成一级法院。王室法院是民事诉讼和贵族家族争议的二级法院，刑法诉讼的一级法院。最高法院是达姆斯塔特上级上诉法院。由此在黑彭海姆的法院停止工作。
1806年在拿破仑一世的压力下萊茵邦聯成立，同时加入萊茵邦聯的国家退出神圣罗马帝国。这导致1806年8月6日神聖羅馬皇帝弗朗茨二世退位，神圣罗马帝国由此不复存在。黑森-达姆施塔特加入莱茵同盟，并向拿破仑提供众多军队，作为报酬拿破仑于1806年8月14日把黑森-达姆施塔特提升为黑森大公国，加入黑森-达姆施塔特不服从的话拿破仑威胁会入侵。
1812年的纪录如此描述洛尔施和比布利斯：
洛尔施地区由5个村落组成：洛尔施、比布利斯、维尔施塔特、小豪森和菲恩海姆，它与黑彭海姆、本斯海姆、盖恩斯海姆、兰佩特海姆和魏恩海姆接壤。洛尔施地区有1071桩住房，7083名居民。其中6969名天主教徒、10名路特教徒、8名歸正宗教徒和96名犹太教徒。所有臣民都是农奴。该地区有1万4269.75摩爾亨耕地、3462.25摩爾亨牧地和1万5015.5摩爾亨林地。过去洛尔施地区属于黑彭海姆的法庭判决。17世纪前收租官员住在洛尔施。美因茨大主教国获得当地后这些事物由洛尔施修道院管理，修道院被摧毁后它属于本斯海姆管理。到1782年为止本斯海姆也处理司法事物，此后洛尔施设立法院。施达尔肯堡大区被消除后它没有上面的大区了。
…

比布利斯是一个富饶的村落，它位于韋施尼茨河右岸的平地上。它离莱茵河半个小时，离比尔施塔特1个小时，离黑彭海姆3个小时，离洛尔施2个小时，离沃尔姆斯也是2个小时。它邻近的村落有瓦滕海姆、泊布施塔特、大豪森和小豪森、耶格斯布尔格和大罗尔海姆。842年路德维希国王把比布利斯和瓦滕海姆的财产和教堂送给德国伯爵维尔纳，很快维尔纳把这些财产送给洛尔施修道院，洛尔施修道院又把这些财产封给维尔纳伯爵作为他的领地。这个以及其它许多赠送很快使得洛尔施修道院拥有整个比布利斯。随修道院比布利斯归美因茨选侯国和后来被并入黑森。它也曾经落入其它人的手中。1313年美因茨大主教彼得曾经把比布利斯及其附属地区封给威廉·冯·吕德斯海姆作为领地。1338年的一份文献显示冯·吕德斯海姆家族拥有比布利斯有一段时间。1370年一名康拉德·冯·吕德斯海姆在获得他的领主美因茨大主教格尔拉赫的同意下把比布利斯及其附属卖给了沃尔姆斯大管家迪特，卖价为2000古尔登，条件是他可以把比布利斯赎回。冯·达尔贝尔格或冯·吕德斯海姆家族有多长时间拥有比布利斯不明；但是他们的财产拥属应该不超过14世纪，此后在文献里没有再提到他们。肯定的是当贝格施特拉瑟被典当给普法尔茨选侯国时比布利斯是其中一部分。直到普法尔茨选侯国将它归还给美因茨为止它始终属于普法尔茨。
…

当时比布利斯有194桩房子和1354名居民。大公爵管家在比布利斯有一庄园以及一些林地，此外过去的德意志骑士团庄园以及沃尔姆斯两座修道院的庄园。洛尔施的管家在那里也有一份遗产庄园。此外还有一些贵族在村里有财产。村里最早的那份财产是属于牧师的，它不必缴纳十一税。比布利斯的田地虽然富饶，但是容易被水淹，它有4412摩爾亨农田、草地和牧场。其中一部分牧场被建造。比布利斯还有许多林地，其中一部分林地属于我们尊敬的领主，他在比布利斯也设立了一名猎手和一名护林员。

拿破仑彻底失败后1814年和1815年的维也纳会议也定义了黑森的边界。1816年大公国内分省。过去被称为施达尔肯堡亲王国的地区，其中包括黑森原有的美因河以南的的确以及1803年添加的莱茵河右侧的地区，被改名为施达尔肯堡省。
1821年黑森进行大规模行政改革，过去的区被解散，改为镇，比布利斯属于黑彭海姆镇。随这个改革也设立了与镇政府独立的镇法院。镇法院的司法地区与它所在的镇相符。黑彭海姆镇的一级法院是洛尔施法院。这个改革也涉及到地方行政。取代过去由贵族任命的总管设立村长。按照1821年6月30日发布的村镇行政规则村长、副村长和村议会组成的村行政部门选举产生。
1829年的一本书里这样描写比布利斯：
比布利斯是一座天主教村落，离韋施尼茨河很近，离莱茵河三科钟，离黑彭海姆3.5小时，离洛尔施2小时，它有224桩房子和2000名居民。居民中除2名路德派和75名犹太人外全部是天主教徒。它有一座18世纪后半叶建造的教堂。…1824年比布利斯及其田地被人高的水淹，蒙受巨大损失。
1832年行政区划扩大，设立县。1832年8月20日设立本斯海姆县，黑彭海姆镇被取消。同年10月15日这个计划被执行，比布利斯属于本斯海姆县。1845年对比布利斯的纪录与1829年的相同。1839年设立盖恩斯海姆县法院，比布利斯在它的司法范围内。
1848年7月31日黑森大公国取消县，设立地区。原来本斯海姆县的地方被并入黑彭海姆地区。4年后，在复辟期间，县又被恢复，比布利斯也被回分到本斯海姆县。
1852年12月做的居民和地籍统计纪录：比布利斯是一座天主教村落，离韋施尼茨河和莱茵河近，村内有一护林人房和一座制砖坊。村上有2276名居民。村境内面积8851摩爾亨，其中4114摩爾亨耕地，2457摩爾亨牧地和1745摩爾亨林地。
1867年12月黑森大公国的统计报道比布利斯有386桩房子，2176名居民，1名村长，属于本斯海姆县，盖恩斯海姆地方法院。
到第一次世界大战爆发为止比布利斯的地方志纪录了一系列事件。1824年村里购买了一台手动灭火机。在莱茵河上曼海姆和美因茨之间开始有一艘蒸汽船摆渡运行。1869年开始达姆施塔特到沃尔姆斯之间的铁路开建，1877年完工，进一步改善了比布利斯的交通。1869年比布利斯举办了一次农业展览，在展览上也展出了一辆自行车和一辆便士法辛。1880年莱茵河大坝崩溃，比布利斯和附近的村落被淹。比布利斯完全被淹没。1882年比布利斯志愿救火队成立。同年比布利斯再次大水泛滥。1883年1月2日莱茵河大坝崩溃比布利斯又被水淹。同年当地开始大面积种植黄瓜，为当地的经济带来起步。1900年沃尔姆斯跨越莱茵河的公路和铁路桥通车，为比布利斯带来进一步交通便利。此后黄瓜生产和加工继续上升。1900年比布利斯种植72公顷黄瓜，1908年蔬菜加工社团在比布利斯开办了一座工厂，1913年一家公司在比布利斯开办工厂生产黄瓜罐头。
在第一次世界大战中比布利斯有86人阵亡。战后在1920年代里比布利斯成立了多个俱乐部，其中包括足球、合唱、家乡和自行车俱乐部。1925年11月1日在比布利斯又举办新教神事，这是300年来第一次新教神事。1929年2月11日和12日气温下降到零下21到26度，导致莱茵河冻结。1930年11月1日比布利斯在纳粹掌权前最后一任自由选举的村长当任。此后到第二次世界大战结束为止的村长都是任命的。1932年失业者从沃尔姆斯通过比尔施塔特、比布利斯和本斯海姆去往达姆斯塔特示威游行。
1933年5月6日保罗·冯·兴登堡和阿道夫·希特勒被命名为比布利斯的荣誉村民。1933年7月3日黑森发布法令改良耕地。比布利斯也进行土地整理。一部分草地被改为耕地。1934年國家勞役團在比布利斯设立一个营地。
1938年11月水晶之夜在比布利斯也有犹太人遭迫害。由于比布利斯的犹太会堂在此前就已经被卖给比布利斯镇，加上它的周围房屋密集，因此它没有被焚毁。冲锋队把内部设施完全摧毁。1933年比布利斯有约60名犹太人，其中约半数被杀害。1938年11月18日比布利斯向上报告说比布利斯“没有犹太人”了。
1938年11月1日县行政区划做重大改革。本斯海姆县被解散，部分地区被合并入黑彭海姆。黑彭海姆县被改名为贝格施特拉瑟县。沃尔姆斯周边的地区，包括比布利斯被并入一个沃尔姆斯县。
1939年9月1日第二次世界大战在欧洲爆发。1939年对比布利斯最大的影响是征兵和预备兵以及把西线移居的人定居到比布利斯。1940年法国战俘被关押在比布利斯的体育馆里。1942年10月22日天主教教堂的钟除一头外全部被运走（融化铸铁）。从1942年开始，但是尤其从1944年开始对德国的空袭经常飞过比布利斯。对沃尔姆斯进行空袭时往往有大队飞机飞过比布利斯。1944年2月末一枚炸弹落在火车站附近导致许多房屋的屋顶被掀开。由于空袭在农田里工作变得非常危险。1944年比布利斯的希特勒少年和老年人被调走去占据齊格菲防線。1945年3月20日沃尔姆斯，诺尔德海姆和盖恩斯海姆的莱茵河桥被炸毁。在比布利斯一座跨越韋施尼茨河的公路桥和一座去往曼海姆的铁路桥被炸。比布利斯移除了两座其它桥上的炸药。3月22日到23日夜美军使用两栖装甲车在奥彭海姆渡过莱茵河。3月26日美军不战开入比布利斯。从1939年到1945年比布利斯共有276人因为战争死亡。

#### 比布利斯军用机场
1936年和37年间比布利斯的一部分林地被砍伐建造军用机场。从1944年起机场多次被轰炸。
1945年4月2日美國陸軍航空軍占领改机场并继续使用至1945年7月。此后机场被废弃。

#### 战后至今
1945年美国军事管理部门设立大黑森，贝格施特拉瑟县以及随之比布利斯也属于这个地域。
1946年比布利斯与西德其它市镇一样接纳从东德逃离的难民。1949年德意志联邦共和国成立，同年比布利斯获得新的教堂钟。1951年在铺设煤气管和水管时在比布利斯发现了一座公元前1800年的瓮。此外在比布利斯开始建造新教教堂，1953年馬丁·尼莫拉启用该教堂。1951年过去的军事机场上设立了美国电台自由欧洲电台。1953年比布利斯的学校被扩建，同年比布利斯首次举办黄瓜节。首次选出黄瓜女王。1958年韋施尼茨河的河道被加深80厘米以及被扩宽。同时过去的石桥被现代的桥梁取代。1960年在韋施尼茨河河畔建造了一座小教堂来感谢在第二次世界大战中比布利斯没有被摧毁。
1961年的面积为2250公顷，其中178公顷是林地。
1969年6月13日莱茵集团签署建造比布利斯核电站的合同，其第一组发电机于1974年7月开始送电。1970年比布利斯的志願消防隊获得了一座新的消防局，镇还为当地的学校和俱乐部建造了一座多用途大厅。同年考古学家开始发掘施坦因城堡。
1971年的统计数据说比布利斯有78座手工艺企业。1974年老墓地被改造成一座绿地公园。此外镇上设立了一座纪念两次世界大战中阵亡的士兵的纪念碑。1975年青少年中心建成。1976年11月14日在比布利斯发生抗议建造第三组核电机的抗议，这个计划中的扩建后来没有施行。同年核电反对者上告比布利斯镇长的上诉被法庭驳回，核电站在韋施尼茨河上的抽水站被更新。同年绕过比布利斯去往沃尔姆斯的公路开通。1978年新的新教活动楼建成。1979年11月24日新市政厅开建，三年后于1981年11月6日启用。
随工业化比布利斯过去的农业特征被取代，许多新的市区形成。今天只有年度的黄瓜节是19世纪末比布利斯黄瓜种植的遗迹。

### 法庭
1803年12月9日黑森-达姆斯塔特伯国下令改革司法部门。施达尔肯堡亲王国设立王室法院作为二级法院。地方政府或贵族构成一级法庭。比布利斯的一级法院是洛尔施的地方政府。1821年黑森大公国设立县级法院，比布利斯的一级法院是黑彭海姆县的洛尔施县级法院。1839年12月16日黑森大公国内务部设立盖恩斯海姆县级法院，取代洛尔施县级法院。1879年10月1日黑森大公国再次进行司法机构改革，达姆斯塔特地区法院取代过去的王室法院成为比布利斯的二级法院。
1934年10月1日盖恩斯海姆县级法院被取消，比布利斯的一级法院成为沃尔姆斯县级法院。1945年后比布利斯的一级法院是兰佩特海姆县级法院。

### 合并
1970年12月31日黑森州进行行政区划改革，比布利斯周边的两个镇自愿合并到比布利斯。这两个合并进入的镇组成两个镇区，各有自己选举的镇区议会和镇区长。

### 行政区属列表
以下列表列出比布利斯所属于的国家和行政区域：
- 1782年前：神圣罗马帝国，美因茨选侯国，施达尔肯堡大区，施达尔肯堡区（1461年到1650年间典当给普法尔茨选侯国），黑彭海姆管家
- 1782年起：神圣罗马帝国，美因茨选侯国，下大主教教省，施达尔肯堡大区，洛尔施管家
- 1803年起：神圣罗马帝国，黑森-达姆斯塔特伯国，施达尔肯堡亲王国，洛尔施管家
- 1806年起：黑森大公国，施达尔肯堡亲王国，洛尔施管家[16]
- 1815年起：黑森大公国，施达尔肯堡省，洛尔施区
- 1821年起：黑森大公国，施达尔肯堡省，黑彭海姆地区
- 1832年起：黑森大公国，施达尔肯堡省，本斯海姆县
- 1848年起：黑森大公国，黑彭海姆地区
- 1852年起：黑森大公国，施达尔肯堡省，本斯海姆县
- 1867年起：黑森大公国，施达尔肯堡省，黑彭海姆县
- 1871年起：德意志国，黑森大公国，施达尔肯堡省，黑彭海姆县
- 1918年起：德意志国，黑森人民邦，施达尔肯堡省，黑彭海姆县
- 1938年起：德意志国，黑森人民邦，沃尔姆斯县
- 1945年起：美占区，大黑森，达姆斯塔特地区，贝格施特拉瑟县
- 1946年起：美占区，黑森州，达姆斯塔特地区，贝格施特拉瑟县
- 1949年起：德意志联邦共和国，黑森州，达姆斯塔特地区，贝格施特拉瑟县

## 居民

### 2011年人口结构
据2011年人口普查2011年5月9日比布利斯有8851名居民，其中545名是外国人（6.1%），其中275名来自欧洲联盟其它国家，195名来自欧盟外的欧洲国家，79名来自欧洲外的国家。（2020年外国人人口百分比上升到12.8%。）1452人年纪小于18岁，3602人在18和49岁间，2049人在50和64岁间，1737人在64岁以上。居民分3783个户。其中1032个是单身汉户、1179是没有孩子的结婚家庭、1224是有孩子的一对、291是单身带孩子的人、57个是合租公寓。711个户只有老年人，2592个户里没有老年人。

### 人口发展
| • 1623年 | 81人              |
| • 1719年 | 883人             |
| • 1806年 | 1314人，194桩房子 |
| • 1812年 | 1354人，154栋房子 |
| • 1829年 | 2000人，224栋房子 |
| • 1867年 | 2179人，387栋房子 |

### 镇区的人口发展
| 年     | 比布利斯（镇区） | 诺德海姆 | 瓦滕海姆 | 整个镇 |
| ------ | ---------------- | -------- | -------- | ------ |
| 1600年 | 500人            |          |          |        |
| 1806年 | 1355人           | 762人    | 283人    | 2400人 |
| 1961年 | 5335人           | 1165人   | 550人    | 7050人 |
| 1970年 | 5605人           | 1316人   | 716人    | 7637人 |
| 1980年 | 5888人           | 1450人   | 930人    | 8268人 |
| 1996年 | 6287人           | 1716人   | 1069人   | 9072人 |
| 2002年 | 6350人           | 1755人   | 1146人   | 9251人 |
| 2009年 | 6308人           | 1892人   | 1147人   | 9347人 |
| 2011年 | 6027人           | 1746人   | 1077人   | 8851人 |
| 2016年 | 6175人           | 1709人   | 1107人   | 8991人 |
| 2020年 | 6256人           | 1767人   | 1094人   | 9117人 |

来源：比布利斯镇政府，1961、1970和2011年的数据来自人口普查

### 宗教

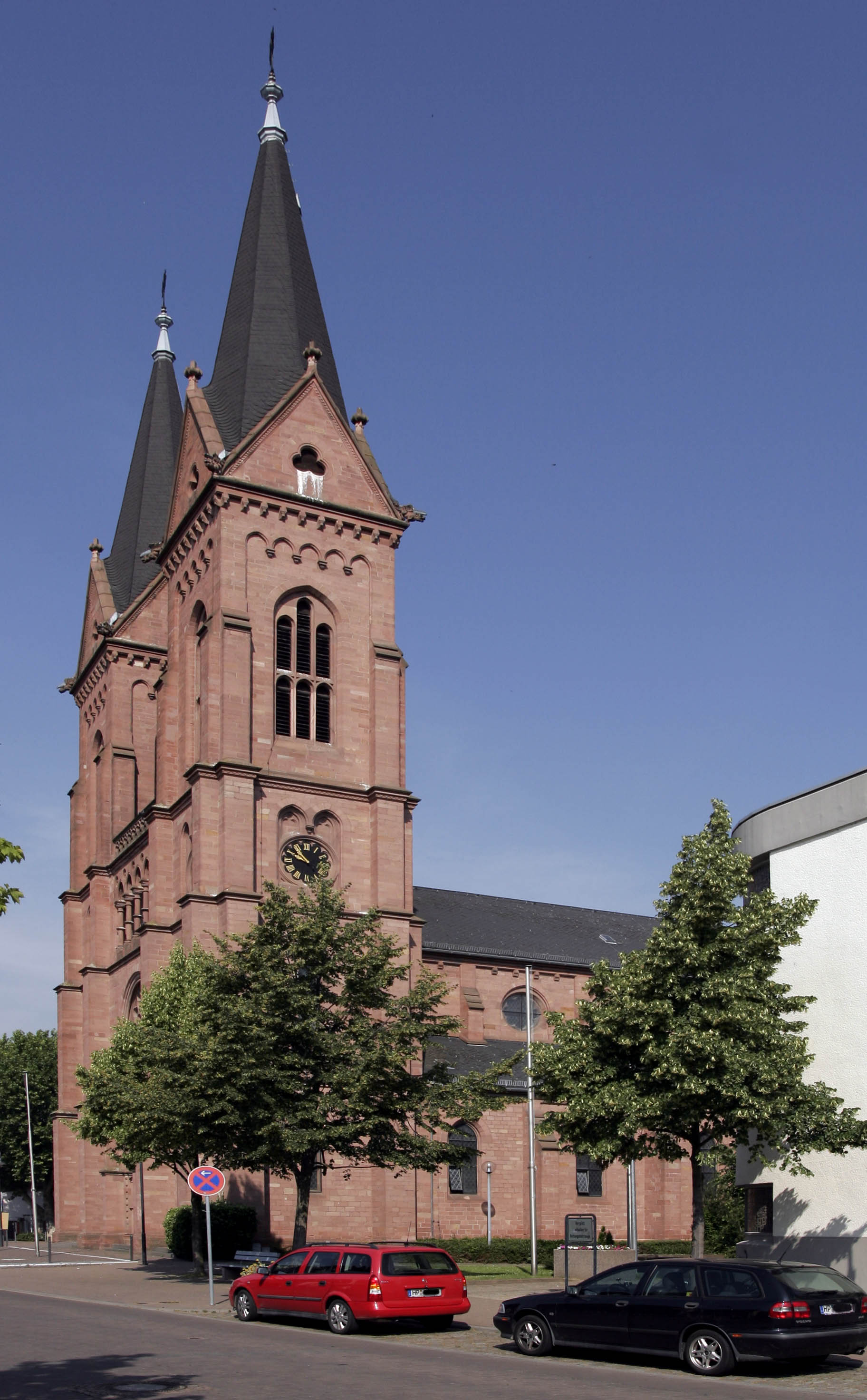
天主教教堂

| 1829年 | 路德派2人（=0.10%），犹太教75人（=3.75%），天主教1923人（=96.15%）  |
| 1961年 | 新教702人（=13.16%），天主教4544人（=85.17%）                       |
| 1987年 | 新教2290人（=28.45%），天主教5045人（=62.69%），其它704人（=8.75%） |
| 2011年 | 新教2483人（=28.0%），天主教4080人（=46.1%），其它2288人（=25.9%）  |

### 就业情况
|                | 年     | 镇     | 县        | 地区        | 黑森州      |
| -------------- | ------ | ------ | --------- | ----------- | ----------- |
| 就业人数       | 2017年 | 1431人 | 7万2939人 | 169万5567人 | 252万4156人 |
| 相对           | 2000年 | −10.1% | +17.1 %   | +16.1 %     | +16.0 %     |
| 其中全职       | 2017年 | 74.6 % | 70.8 %    | 72.8 %      | 71.8 %      |
| 其中半职       | 2017年 | 25.4 % | 29.2 %    | 27.2 %      | 28.2 %      |
| 完全低薪就职者 | 2017年 | 333人  | 1万5613人 | 22万4267人  | 37万2991人  |
| 相对           | 2000年 | −2.6 % | −4.3 %    | +9.0 %      | +8.8 %      |

| 行业                       | 年     | 镇     | 县     | 地区   | 黑森州 |
| -------------------------- | ------ | ------ | ------ | ------ | ------ |
| 生产企业                   | 2000年 | 59.5 % | 39.6 % | 27.0 % | 30.6 % |
|                            | 2017年 | 38.3 % | 32.1 % | 20.4 % | 24.3 % |
| 商业、酒店业和交通         | 2000年 | 16.6 % | 25.1 % | 26.4 % | 25.1 % |
|                            | 2017年 | 24.3 % | 25.8 % | 24.7 % | 23.8 % |
| 企业服务行业               | 2000年 | 10.7 % | 11.6 % | 25.1 % | 20.2 % |
|                            | 2017年 | 17.6 % | 15.5 % | 31.6 % | 26.1 % |
| 其它服务行业               | 2000年 | 12.1 % | 22.0 % | 20.1 % | 22.5 % |
|                            | 2017年 | 18.8 % | 25.3 % | 23.0 % | 25.4 % |
| 其它行业（或未分类的企业） | 2000年 | 01.1 % | 01.7 % | 01.4 % | 01.5 % |
|                            | 2017年 | 01.0 % | 01.1 % | 00.3 % | 00.4 % |

## 政治

### 镇议会
2021年3月14日的黑森州地区选举结果是基督民主联盟11席，德国社会民主党7席，两个地方的组织各获得4席和1席。当地的德国绿党组织已经解散。

### 镇长
从1993年开始黑森州的地方长官通过直接选举产生。
从2020年4月1日起無黨籍的沙以布是比布利斯的镇长。他于2019年10月27日以59.2%的选票战胜其他三名候选人。其中包括他的前任库希卡。库希卡虽然也是无党籍人士，但是受到基民联的支持。他在任一届，最后仅获得30%的选票。

### 镇区议会和区长
根据黑森州的地区行政法律比布利斯有两个镇区分别有它们自己的议会和区长。

### 镇徽和镇旗
镇徽

描述：蓝色的底，上方银色向左的犁，下方银色的睡莲。1950年11月2日黑森州内务部正式授予比布利斯使用这个镇徽的权利。
镇徽描述过去当地的人与沼泽的斗争。他们使用原始的工具开发当地的湿地。睡莲代表湿地，犁代表垦荒和农业。从16世纪开始比布利斯的掌印上就有犁的图像，从1607年开始也有睡莲。
镇旗：1966年8月9日比布利斯被授予使用镇旗的权利，其镇旗描写如下：底色是垂直的红白条纹，在上方三分之一处两个颜色交换，在颜色交换处是镇徽。

### 友好镇
比布利斯与以下镇有友好关系：
- 法國法国格拉沃利讷（自1986年）
- 德国德国尼特瑙（自2000年）
- 波蘭波兰弗羅茨瓦夫的孔蒂（自2002年）

## 宗教

### 天主教
天主教教堂是1865年修建的。由于信徒数量增长此前的教堂太小了。这座教堂是新哥德式巴西利卡建筑，分三个开间，它的圣坛和横廊是以马尔堡聖伊麗莎白教堂为榜样设计的。

### 新教
1623年开始通过重新天主教化过去信奉新教的比布利斯成为一个天主教村。1634年最后一名新教牧师被迫离开比布利斯后村完全天主教化。
一直到1900年在比布利斯还只有少数新教徒。1910年村里有83名新教徒。1925年10月14日比布利斯的新教教会成立。1925年11月1日在比布利斯市政厅大厅里举办了300年来第一次新教神事。当时有62名成年人和12名儿童参加此次神事。1927年比布利斯新教教会花1750马克在出村的路边买了一块地计划建造新教教堂。1935年/36年土地改革时新教教会补交2568.05马克把这块地换成一块大得多的地。这是今天新教教堂所在的地方。1936年一名建筑师被雇用设计一座小教堂。1938年11月他的设计被推翻。1951年9月9日教堂开始建造，1953年9月13日馬丁·尼莫拉主持启用仪式。
1963年比布利斯开始有自己的新教牧师。1978年建造社群中心。

### 犹太教
从18世纪到1938年比布利斯有一犹太聚会。19世纪中这个犹太社群有约200名成员，相当于当时居民的8%。19世纪中村里还设立了犹太学校等机构。1832年犹太会堂建造，1938年水晶之夜时被破坏，内部完全被摧毁，此后被他用，1981年被拆除。今天在原地有一纪念牌。至少有13名过去的比布利斯犹太居民死在集中营里。

## 文化和名胜

### 文化
比布利斯有一座社群电影院、一座（文化）棚和一支业余男子芭蕾舞团。

### 保护区
比布利斯境内有三座自然保护区。比布利斯位于貝爾吉施-奧登瓦爾德山世界地質公園境内。沿莱茵河岸是黑森州莱茵河岸环境保护区。莱茵河与镇区之间的沼泽地是鸟类保护区。比布利斯的两颗特别大的橡树被贝格施特拉瑟县定为自然纪念碑。

### 活动
比布利斯在每年6月最后一个周五举办黄瓜节。

## 经济和基础建设

### 面积使用
比布利斯镇区的总面积为4044公顷，其中：
| 使用方式   | 使用方式   | 2011年 | 2015年 |
| ---------- | ---------- | ------ | ------ |
| 建筑和空地 | 建筑和空地 | 316    | 360    |
| 其中       | 住房       | 152    | 152    |
|            | 商用       | 8      | 21     |
| 企业用地   | 企业用地   | 15     | 25     |
| 其中       | 开采面积   | 1      | 11     |
| 修养用地   | 修养用地   | 159    | 148    |
| 其中       | 绿地       | 14     | 15     |
| 交通用地   | 交通用地   | 228    | 230    |
| 农业用地   | 农业用地   | 2495   | 2504   |
| 其中       | 沼泽       | 0      | 0      |
|            | 灌木林地   | 0      | 0      |
| 林地       | 林地       | 382    | 381    |
| 水域       | 水域       | 348    | 368    |
| 其它       | 其它       | 100    | 56     |

### 交通

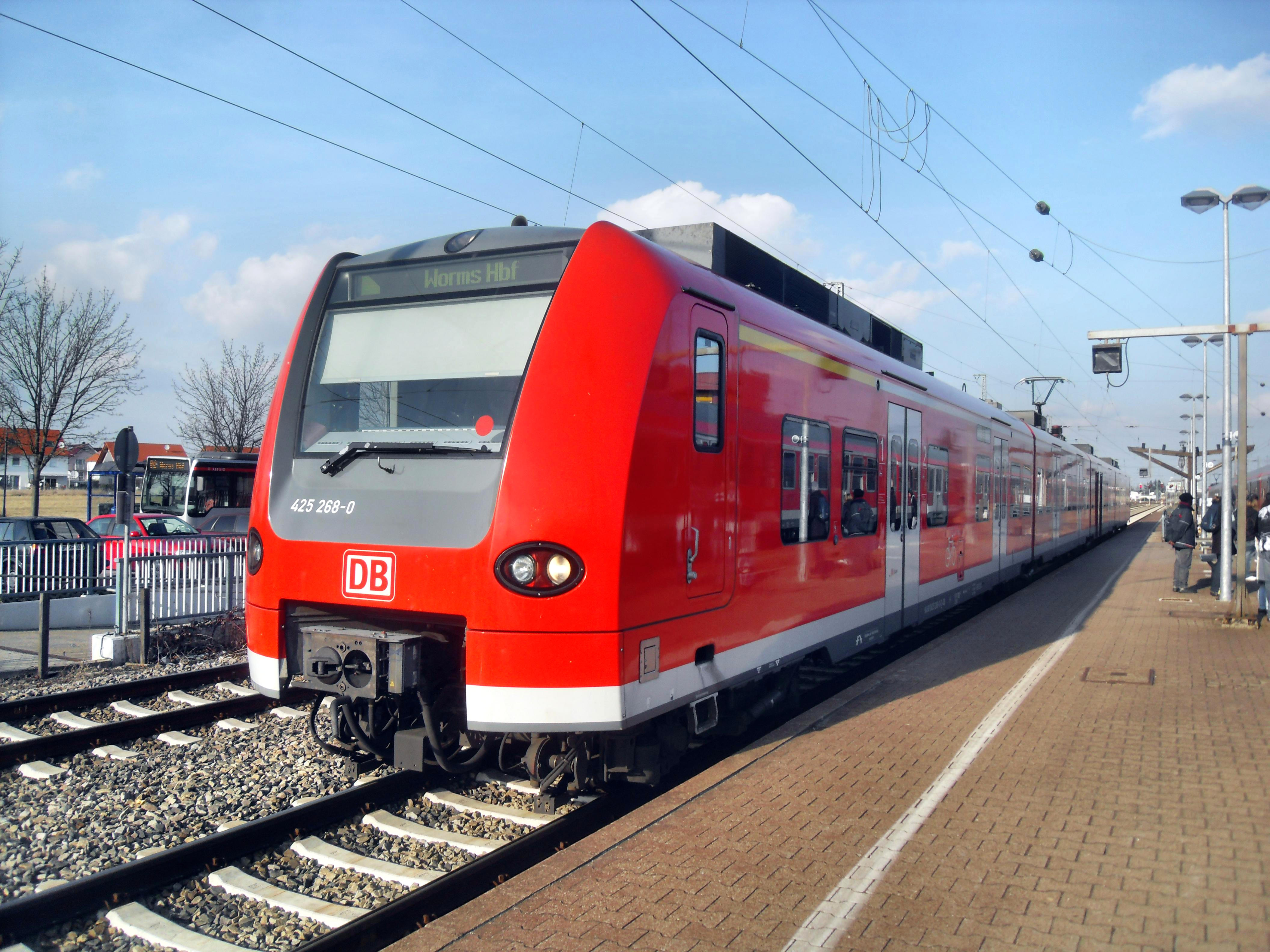
停在比布利斯火车站的地方列车

德国44号联邦公路和黑森3261号州公路通过比布利斯。洛尔施、黑彭海姆和盖恩斯海姆高速公路进出口离比布利斯均10千米。比布利斯火车站每小时有直接去往曼海姆、法兰克福和沃尔姆斯的列车。通过转车每小时也间接有去往本斯海姆的列车。

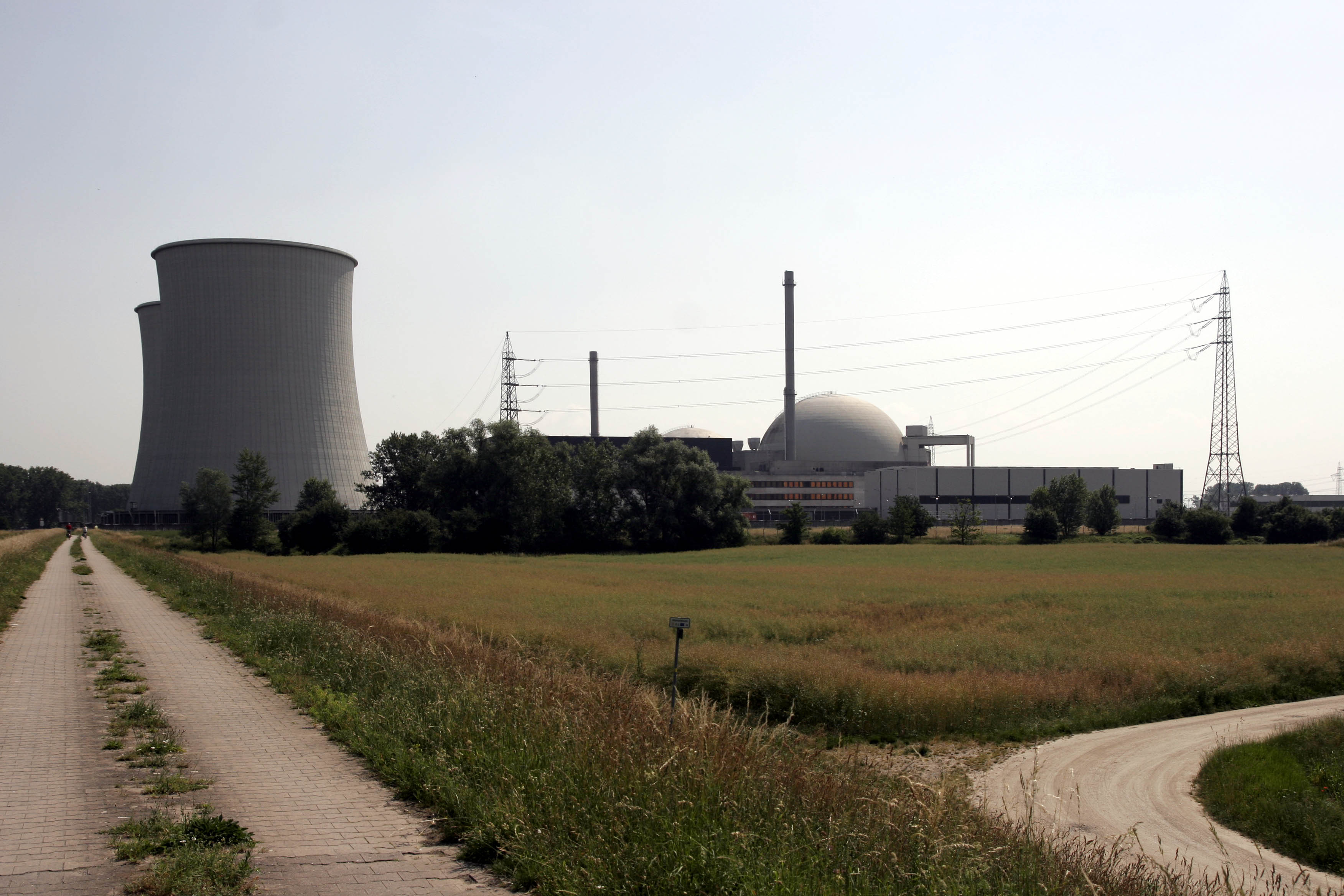
比布利斯核电站

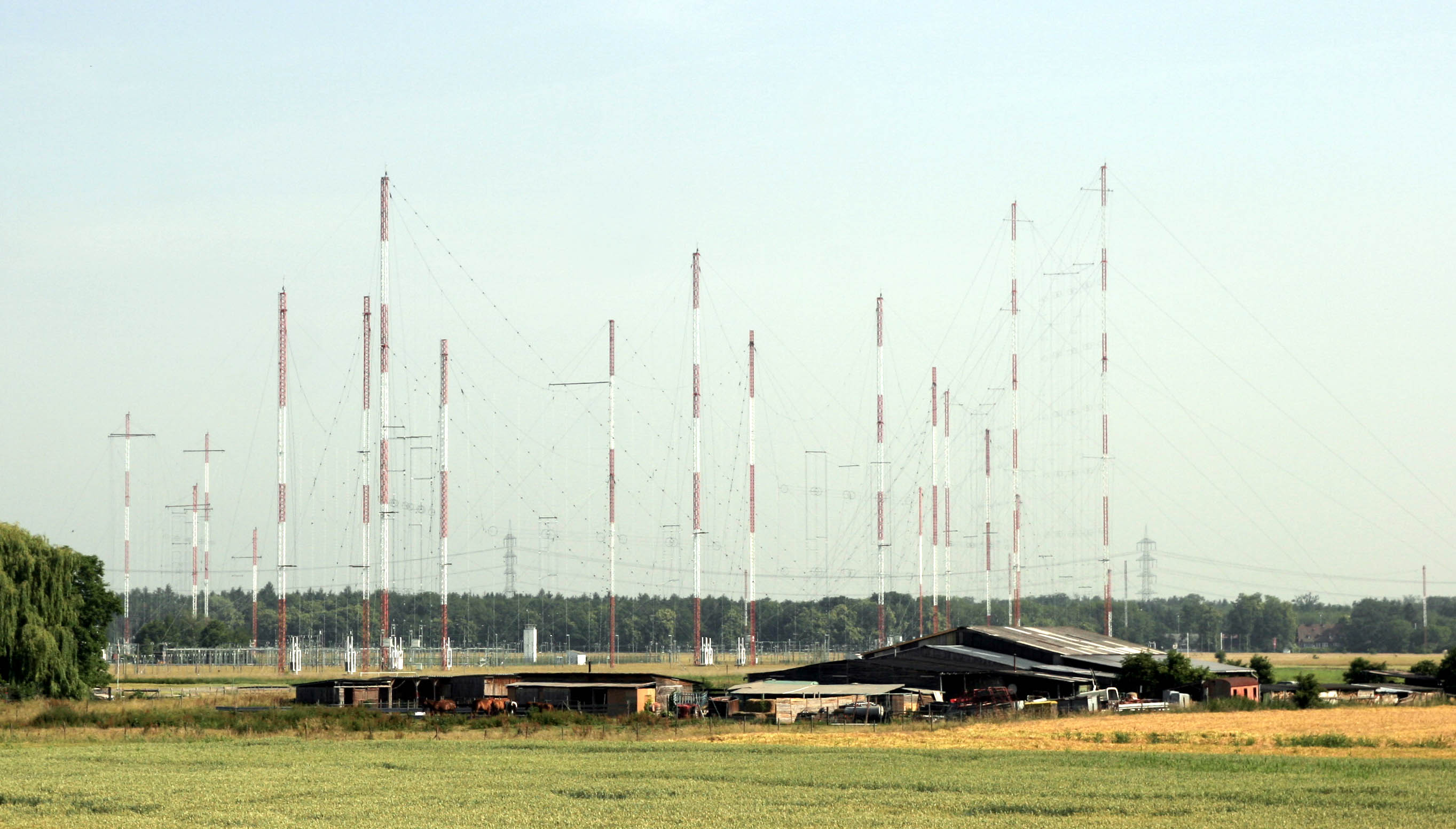
自由欧洲电台的发射站

### 教育
比布利斯有四个幼儿园和两个小学。

### 核电站
比布利斯核电厂有两个发电组以及一个核废料临时收藏场。
对比布利斯来说该核电站在经济上有核心作用。2010年9月明镜在线使用比布利斯作为核电站在一个地区的经济力量以及由此产生的对核能的依靠和效忠为例。德国退出核能使用导致比布利斯镇的收入减少3500万欧元。

### 其它设施
比布利斯以东约2.5千米处是美国自由欧洲电台的短波发射站。
在诺德海姆有三条平行的高压线跨越莱茵河，它们的线杆最高处为103米。
比布利斯的体育馆是莱茵集团捐助建造的。

## 人物
- 克劳斯·施拉普纳，足球教练

## 书籍
- Carlo Gobs（编辑）：Geschichte e. Gemeinde 836–1986; anlässl. d. 1150-Jahr-Feier.，比布利斯，1986年
- Georg W. Wagner：Statistisch-topographisch-historische Beschreibung des Großherzogthums Hessen: Provinz Starkenburg, Band 1. 1829年10月
- 比布利斯（德国国家图书馆目录相关文献）